# Gegordelde gordijnzwam
De gegordelde gordijnzwam (Cortinarius trivialis) is een schimmel behorend tot de familie Cortinariaceae. Hij komt voor in bossen, struwelen en lanen op (matig) vochtig, voedselrijk, zuur tot matig kalkrijk (duin)zand of klei. Hij vormt ectomycorrhiza met populieren (Populus), wilgen (Salix) en eiken (Quercus).

## Kenmerken
Hoed
De hoed van de paddenstoel is 3 tot 12 cm in diameter. Het glanzende en meestal zeer slijmerige oppervlak is geelbruin tot roodbruin of olijfgeel tot okerkleurig, het midden is meestal wat donkerder. De vorm is convex tot plat, mogelijk met een kleine umbo. Jonge vruchtlichamen hebben een lange, ingerolde of naar binnen gekromde hoedrand, die altijd zonder groeven blijft.
Lamellen
De lamellen, die in het begin vol zijn, puilen uit aan de steel en zijn vaak vermengd met tussenliggende lamellen. Ze zijn bleek als ze jong zijn en hebben een lichtpaarse tint, later zijn ze kaneelkleurig tot roestbruin gekleurd door het roestbruine sporen.
Steel
De stevige en tevens zeer slijmerige steel is 5 tot 12 cm lang en 1 tot 2 cm breed en vaak iets spoelvormig aan de steelbasis. De punt van de steel is witachtig, met zijdeachtige, lichtgekleurde, later bruinachtige resten van sluiers, onder de steel is geelachtig-olijfgroen tot bruinachtig.
Geur en smaak
Het stevige vruchtvlees is lichtgeel, vaak blauwachtig aan de top van de steel en bruinachtig aan de basis. Het heeft geen specifieke geur en smaakt flauw tot bitter.
Sporenprint
De sporenprint is roestbruin.

### Microscopische kenmerken
De slanke amandelvormige, fijn wrattige sporen zijn inamyloïde, 10 tot 15 µm lang en 7 tot 8 µm breed. Pleurocystidia zijn afwezig. Basidiole-achtige cheilocystidia zijn wel aanwezig.

## Verspreiding
De schimmel komt voor in Noord-Amerika (Canada, Verenigde Staten), Azië (Japan, Mongolië) en Europa. Hij is wijdverbreid en vrij algemene soort in Europa te vinden. In Noorwegen reikt het zich noordwaarts tot de 70e breedtegraad.
Hij komt vrij algemeen voor in Nederland. Hij staat niet op de rode lijst en is niet bedreigd.

## Ecologie
De schimmel komt vooral voor op loofbomen. De waardplanten zijn beuk, berk, eik, es en wilg. De vruchtlichamen verschijnen gewoonlijk van juli tot in oktober in groepen in loofbossen. Hij groeit vooral graag op leemachtige of kalkrijke bodems. In de bergen is de soort heel gewoon en vrij algemeen, in de laaglanden is hij waarschijnlijk zeldzamer.